# Vígopera
A vígopera leginkább a vígjátékhoz hasonlítható zenés műfaj. 

## Története
A 19. század első harmadában alakult ki, a biedermeier idején, amikor a dallamosság és a kedélyesség volt a meghatározó elem a közönség ízlésében. Két út vezetett hozzá, műfajilag, de egyik sem azonosítható teljesen a vele. Ez egyik az intermezzóból a 18. században kialakult olasz opera buffa, illetve a közvetlenebb német Singspiel. A vígoperának országonként különböző válfajai alakultak ki, így Franciaországban az opéra comique, Nagy-Britanniában a ballad opera, Ausztria-Magyarországon az operett, az Egyesült Államokban a musical, Spanyolországban a zarzuela.

## Legismertebb képviselői
- Albert Lortzing
- Friedrich von Flotow
- Otto Nicolai